# 斯图尔特·巴塔
斯图尔特·巴塔（英語：Stewart Buttar，1954年—2006年3月2日），新西兰男子草地滚球运动员。他曾代表新西兰参加1994年英联邦运动会草地滚球比赛，获得男子四人铜牌。